# 永恒的阿卡迪亚
《永恒的阿爾卡迪亚》是日本世嘉公司在2000年发行的角色扮演游戏系列。游戏的开发商为Overworks公司（即原世嘉AM7研）。2002年，遊戲以《永恒的阿爾卡迪亚传说》之名移植至任天堂GameCube。本來遊戲亦打算移植到Playstation 2和Windows上，但剛在Gamecube版推出之前計劃就取消了。